# Щенячья любовь
«Щенячья любовь» (англ. Puppy Love) — американская романтическая комедия 2023 года режиссёров Ника Фабиано и Ричарда Алана Рида с Люси Хейл и Грантом Гастином в главных ролях.
Фильм был выпущен на Amazon Freevee 18 августа 2023 года.

## Сюжет
После неудачного первого свидания полярные противоположности Николь и Макс клянутся никогда больше не разговаривать. Пока они не узнают, что собака Николь забеременела от собаки Макса, и они вынуждены воспитывать животных вместе.

## В ролях
- Грант Гастин — Макс Стивенсон
- Люси Хейл — Николь Мэттьюз
- Джейн Сеймур — Диана Мэттьюз
- Майкл Хичкок — доктор Херт

## Отзывы
Фильм получил средние оценки от критиков — сайт Rotten Tomatoes даёт ему 46 баллов из 100 на основе 13 профессиональных рецензий. При этом зрительский рейтинг одобрения на том же ресурсе составляет 89 %.